# Эрбо, Фюльжан
Фюльжа́н Эрбо́ (фр. Fulgent Herbault; 1760—1808) — французский военный деятель, полковник (1803 год), участник революционных и наполеоновских войн.

## Биография
Родился в семье Фюльжана Эрбо (фр. Fulgent Herbault 1708—1772) и его супруги Марии Дюбуа (фр. Marie Dubois; —1762). 16 февраля 1778 года в родном городке женился на Марие Руже (фр. Marie Rose Rouger; —1807). Начал службу 26 августа 1789 года в кавалерии в полку Местр-де-Камп (с 1 января 1791 года – 24-й кавалерийский полк). 10 апреля 1791 года перешёл в Национальную гвардию Парижа. 24 августа 1792 года был отправлен в военную школу в качестве конного волонтёра. 18 октября 1792 года был избран младшим лейтенантом.
7 февраля 1793 года произведён в лейтенанты 24-го кавалерийского полка, и с 1793 по 1798 годы сражался в составе Арденнской, Самбро-Мааской и Майнцской армий.
19 февраля 1798 года производится в капитаны, и 24 мая в качестве старшего адъютанта был зачислен в гвардию Директории, которая после 18 брюмера стала частью гвардии Консулов. 3 января 1800 года возглавил эскадрон конных гренадер гвардии. Сражался при Маренго.
31 августа 1803 года произведён в полковники, и назначен командиром 4-го кирасирского полка. Участвовал в Итальянской кампании 1805 года, сражался при Кальдьеро. В ноябре 1806 года его полк вошёл в состав 3-й дивизии тяжёлой кавалерии генерала Эспаня, и был переброшен в Польшу. 10 июня 1807 года отличился в сражении при Гейльсберге.
В начале мая 1808 года дивизия Эспаня прибыла в Байройт, в котором должна была расквартировываться. Здесь полковник Эрбо умер 12 мая 1808 года.

## Воинские звания
- Солдат (26 августа 1789 года);
- Младший лейтенант (18 октября 1792 года);
- Лейтенант (7 февраля 1793 года);
- Капитан (19 февраля 1798 года);
- Командир эскадрона гвардии (3 января 1800 года);
- Полковник (31 августа 1803 года).

## Титулы
- Барон Эрбо и Империи (фр. baron Herbault et de l'Empire; декрет от 19 марта 1808 года, патент не подтверждён)[2].

## Награды
Легионер ордена Почётного легиона (11 декабря 1803 года)
 Офицер ордена Почётного легиона (14 июня 1804 года)